# Блондель, Ланселот
Ланселот Блондель (нидерл. Lancelot Blondeel, фр. Lancelot Blondel; 1498, Поперинг — 4 марта 1561, Брюгге) — фламандский живописец эпохи Северного Возрождения. Известен также как инженер-геодезист и картограф. Его живописные произведения следуют традиции итальянского Возрождения, они характеризуются сложностью композиции и обилием декоративных деталей.

## Жизнь и творчество
Ланселот Блондель родился в Поперинге, Западная Фландрия в 1498 году. Вначале работал каменщиком. Его монограмма состоит из трёх букв «L A B» и рисунка, изображающего мастерок каменщика. Он женился на Катерине Шерриер, которая, возможно, является сестрой скульптора из Брюгге Михаэля Шерриера. 25 июля 1519 года Ланселот Блондель стал вольным мастером гильдии живописцев Святого Луки города Брюгге. В следующем году он проектировал триумфальные арки для торжественного въезда в город императора Карла V «в римском стиле».
В ноябре 1528 года магистраты Брюгге приняли его проект парадного камина, который должен был украсить покои старшины ратуши. Проект Блонделя был реализован группой скульпторов и резчиков по камню и дереву между 1528 и 1531 годами. Чёрный мраморный камин и алебастровый рельеф, изображающий сюжет «Сусанна и старцы», были выполнен Гийо де Бограном. Рельефная резьба изображает императора Карла V в доспехах и с орденом Золотого руна, окружённым статуями его бабушки и дедушки по отцовской и материнской линиям (Максимилиана I Габсбурга и Марии Бургундской с одной стороны и Фердинанда II Арагонского и Изабеллы Кастильской с другой). Это прославление императора Карла V, чьи права на Фландрию недавно были признаны Мадридским договором от 14 января 1526 года.
Блондель разрабатывал картоны для шпалер, в частности серий, посвященных Геркулесу, Святому Павлу, Деве Марии, а также гербовые шпалеры по частным заказам. Трижды (1530, 1537 и 1556) он избирался синдиком (попечителем) Гильдии живописцев.
В 1545 году та же гильдия выбрала его для создания цехового знамени. Возможно, Блондель использовал для этого заказа одну из двух картин, написанных им в том же году: «Святой Лука, рисующий Деву Марию» (Музей Грунинге, Брюгге) или «Богоматерь с Младенцем, святыми Лукой и Элои» (Брюгге, собор Святого Сальватора).
В 1546 году Ланселот Блондель представил проект канала, который соединил бы Брюгге, столкнувшийся с заилением залива Цвин, с Северным морем. В 1549 году он создал в сотрудничестве с Виллемом Корню двенадцать живых картин для въезда наследного принца Испании Филиппа (будущего короля Филиппа II) в Брюгге.
Художник Петер Пурбус, женившийся на его дочери Анне, стал одним из его учеников. Плодом их сотрудничества стала картина «Семь радостей Девы Марии», выставленная в соборе Парижской Богоматери в Турне, написанная около 1550 года.
В 1550 году Ланселот Блондель вместе с Яном ван Скорелом получили задание восстановить «Мистического Агнца» Гентского алтаря. В 1551 году Ланселот предложил проект надгробия Маргариты Австрийской.
Джорджо Вазари в своих «Жизнеописаниях» 1568 года представил Ланселота Блонделя как «отличившегося в передаче огня, ночи, сияний, чертей и тому подобного». Историограф Карел Ван Мандер представлял его как «человека, необычайно разбирающегося в области древней архитектуры и руин, а также в рисовании ночных костров и подобных сцен».
Художник скончался 4 марта 1561 года. Похоронен на кладбище церкви Сен-Жиль в Брюгге.

## Галерея

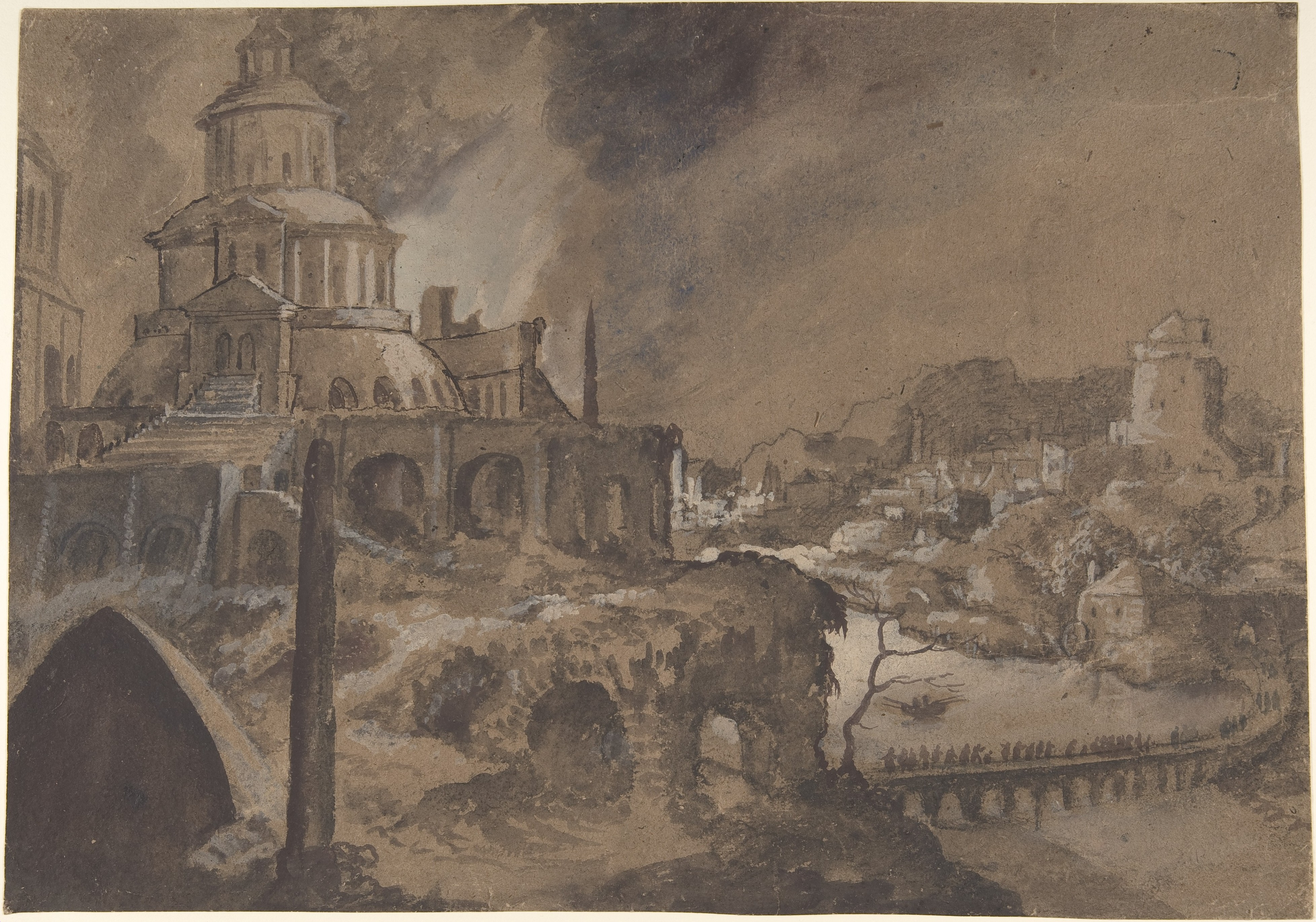
Фантастический пейзаж с фигурами, пересекающими мост. Коричневая бумага, итальянский карандаш, акварель, белила. Метрополитен-музей, Нью-Йорк
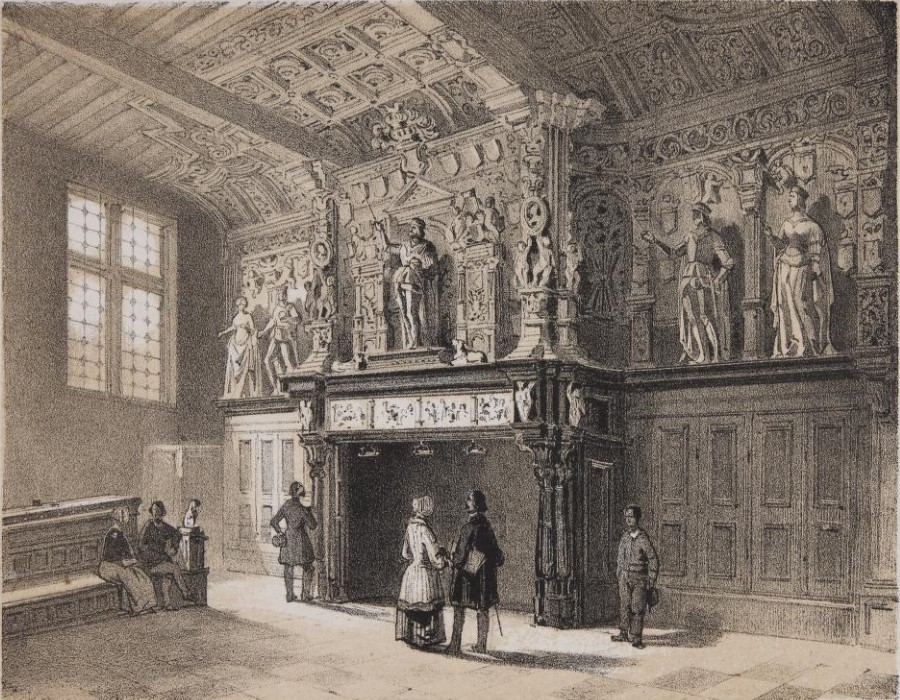
Камин ратуши Брюгге. Между 1528 и 1531. Литография
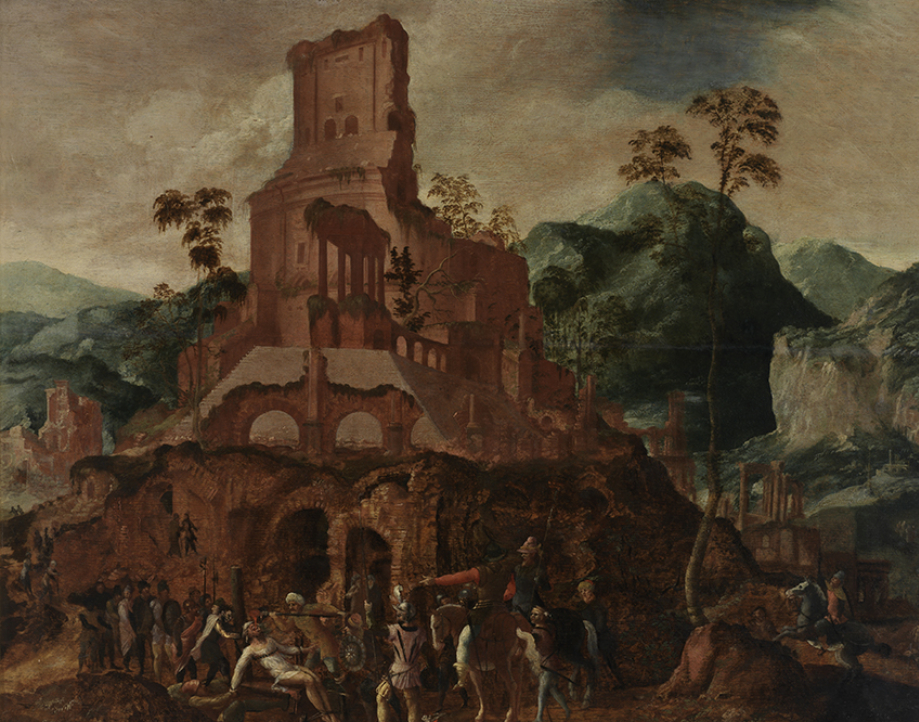
Смерть Марка Лициния Красса. 1548—1558. Дерево, масло. Музей Грунинге, Брюгге
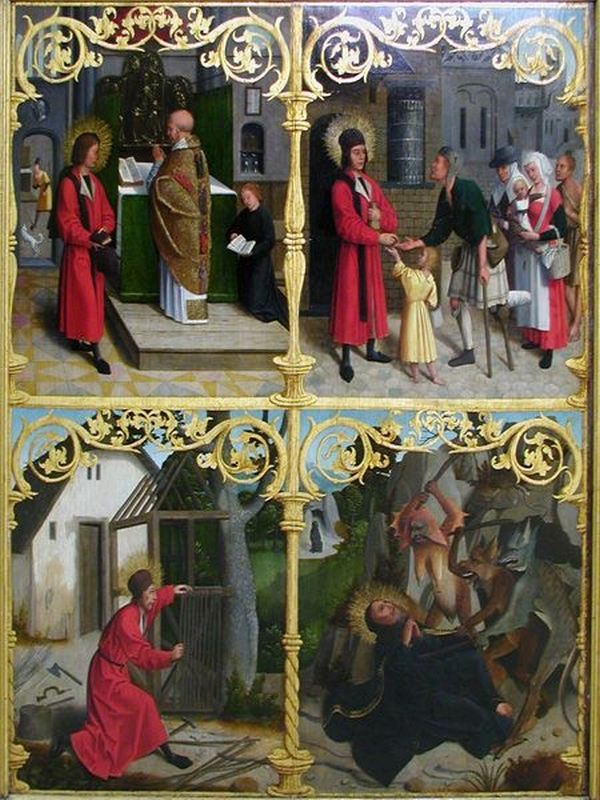
Сцены из жизни святых Антония и Павла (одна из боковых панелей несохранившегося триптиха). Между 1530 и 1561. Дерево, масло. Ратуша, Ньивпорт, Бельгия
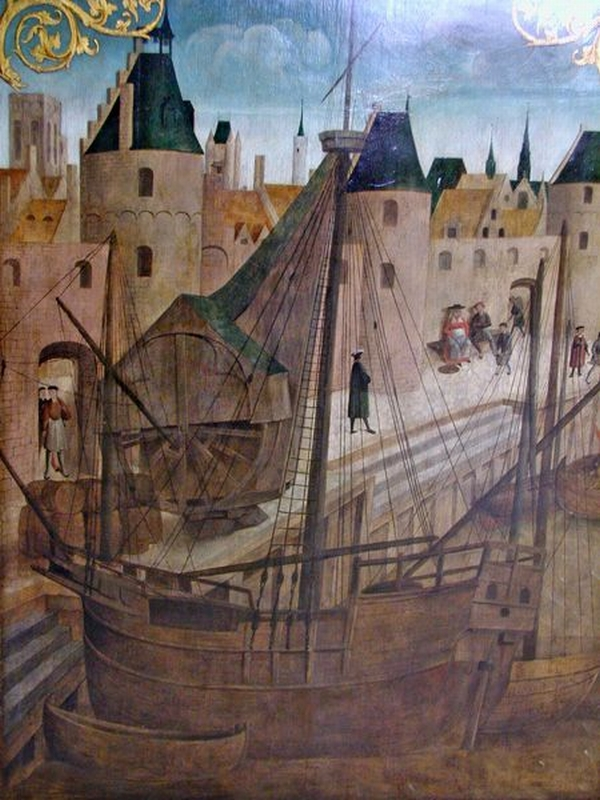
Гавань Ньивпорта. Деталь триптиха
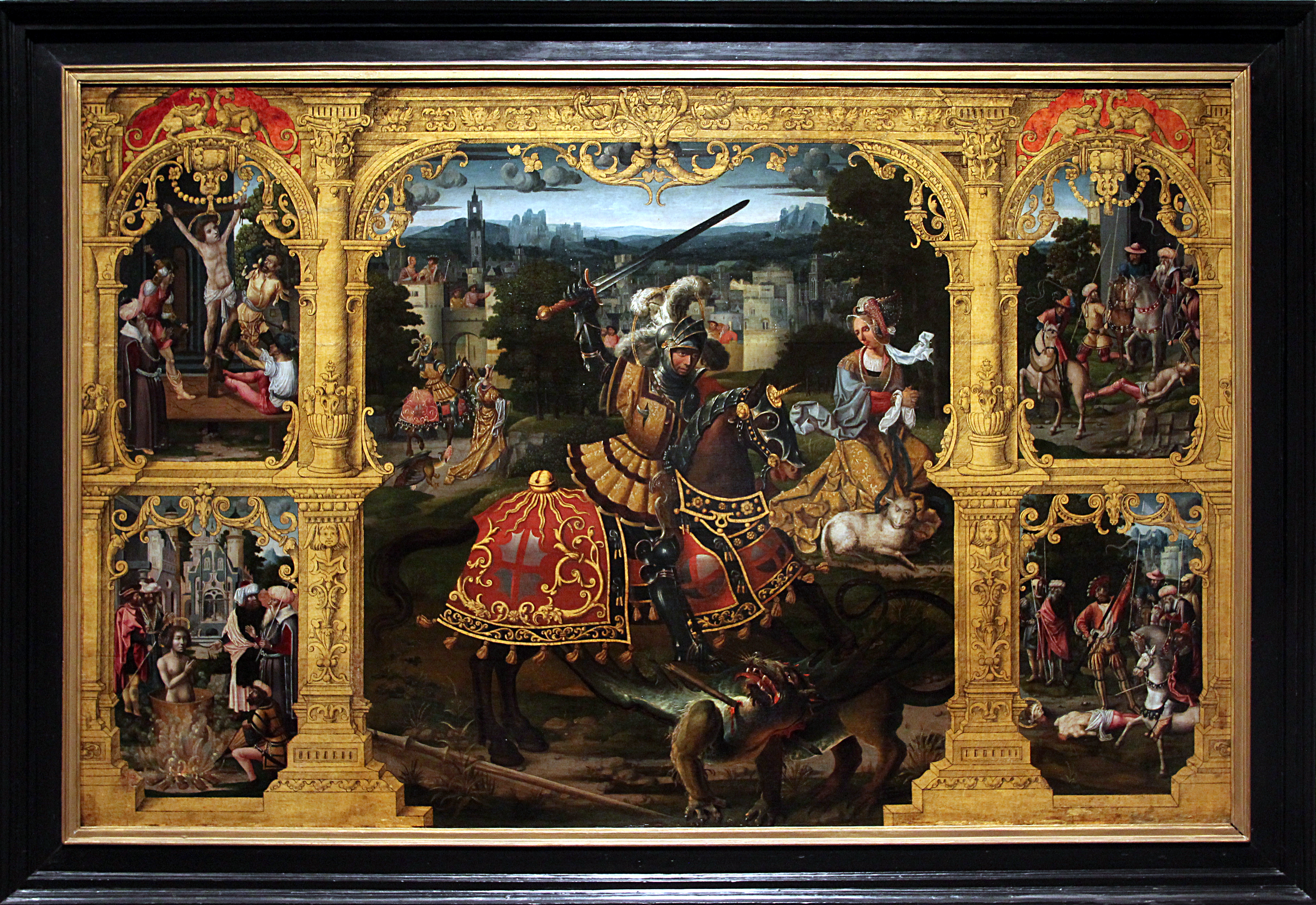
Легенда о Святом Георгии. 1535-1540. Дерево, масло, золочение. Музей Грунинге, Брюгге
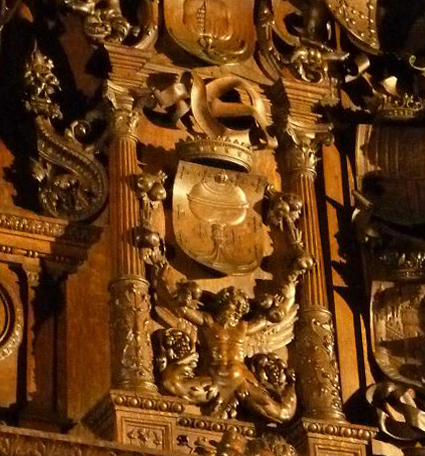
Герб королевы Галисии и королевства Галисия во Дворце Франка в Брюгге. 1518